# Nicholas Muri
Nicholas Muri (29 dicembre 1983) è un ex calciatore salomonese, di ruolo attaccante.

## Carriera

### Club
Nel 2011, dopo aver militato al Koloale, passa al Real Kakamora. Nel 2013 si trasferisce in Papua Nuova Guinea, all'Hekari United.
In carriera ha totalizzato complessivamente 12 presenze e 3 reti nella OFC Champions League.

### Nazionale
Ha debuttato in Nazionale il 4 giugno 2012, in Figi-Isole Salomone (0-0). Ha partecipato, con la nazionale, alla Coppa delle nazioni oceaniane 2012. Ha collezionato in totale, con la maglia della nazionale, due presenze.

## Statistiche

### Cronologia presenze e reti in nazionale
| Cronologia completa delle presenze e delle reti in nazionale ― Isole Salomone | Cronologia completa delle presenze e delle reti in nazionale ― Isole Salomone | Cronologia completa delle presenze e delle reti in nazionale ― Isole Salomone | Cronologia completa delle presenze e delle reti in nazionale ― Isole Salomone | Cronologia completa delle presenze e delle reti in nazionale ― Isole Salomone | Cronologia completa delle presenze e delle reti in nazionale ― Isole Salomone | Cronologia completa delle presenze e delle reti in nazionale ― Isole Salomone | Cronologia completa delle presenze e delle reti in nazionale ― Isole Salomone |
| Data                                                                          | Città                                                                         | In casa                                                                       | Risultato                                                                     | Ospiti                                                                        | Competizione                                                                  | Reti                                                                          | Note                                                                          |
| ----------------------------------------------------------------------------- | ----------------------------------------------------------------------------- | ----------------------------------------------------------------------------- | ----------------------------------------------------------------------------- | ----------------------------------------------------------------------------- | ----------------------------------------------------------------------------- | ----------------------------------------------------------------------------- | ----------------------------------------------------------------------------- |
| 4-6-2012                                                                      | Honiara                                                                       | Figi                                                                          | 0 – 0                                                                         | Isole Salomone                                                                | Qual. Mondiali 2014                                                           | -                                                                             | 78’                                                                           |
| 10-6-2012                                                                     | Honiara                                                                       | Isole Salomone                                                                | 3 – 4                                                                         | Nuova Zelanda                                                                 | Qual. Mondiali 2014                                                           | -                                                                             | 31’                                                                           |
| Totale                                                                        |                                                                               | Presenze                                                                      | 2                                                                             |                                                                               | Reti                                                                          | 0                                                                             |                                                                               |

## Palmarès

### Club

#### Competizioni nazionali
- Telekom National Club Championship: 1

Koloale: 2011
- National Soccer League: 1

Hekari United: 2014